# E·威德爾
E·威德尔 （英語：E. Wedel），在1999年至2010年間被稱為波蘭吉百利威德爾（Cadbury-Wedel Polska） ，是一家著名的波蘭糖果公司，生產多種高品質的巧克力、蛋糕和零食。威德尔同时也是波蘭知名的糖果品牌 ，被認為是該國具代表性的巧克力品牌，並且是波蘭当地生產商中領先的糖果品牌，2005年在波蘭市場約佔14％，2007年则為11.7％。
2010年6月，卡夫食品公司計畫併購吉百利公司，但是為了避免壟斷問題，歐盟要求必須轉讓部分投資，才會讓他們完成購併。所以當初就把吉百利公司的E·威德尔賣給樂天。。

## 历史

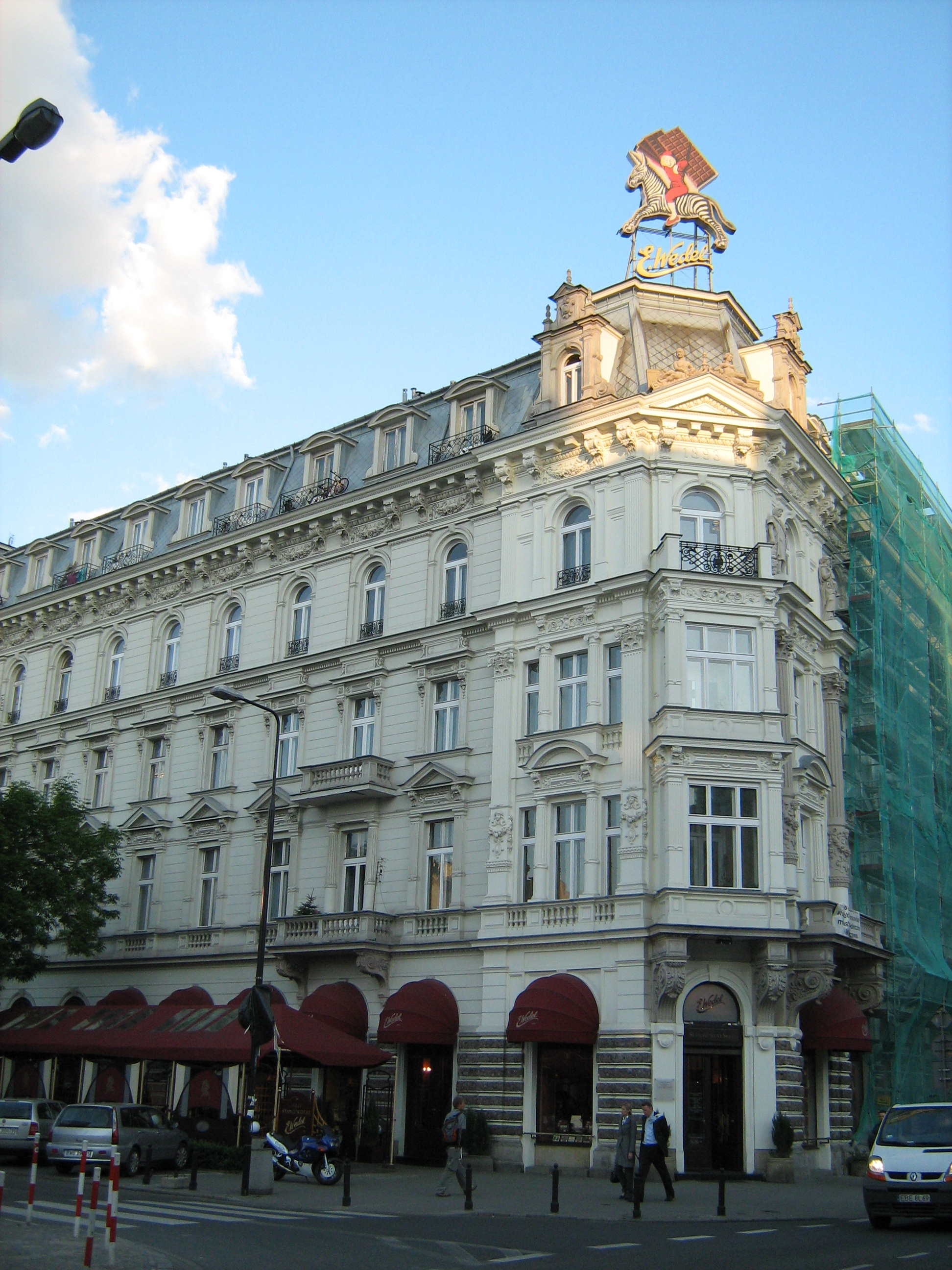
在华沙最原始的威德尔公司

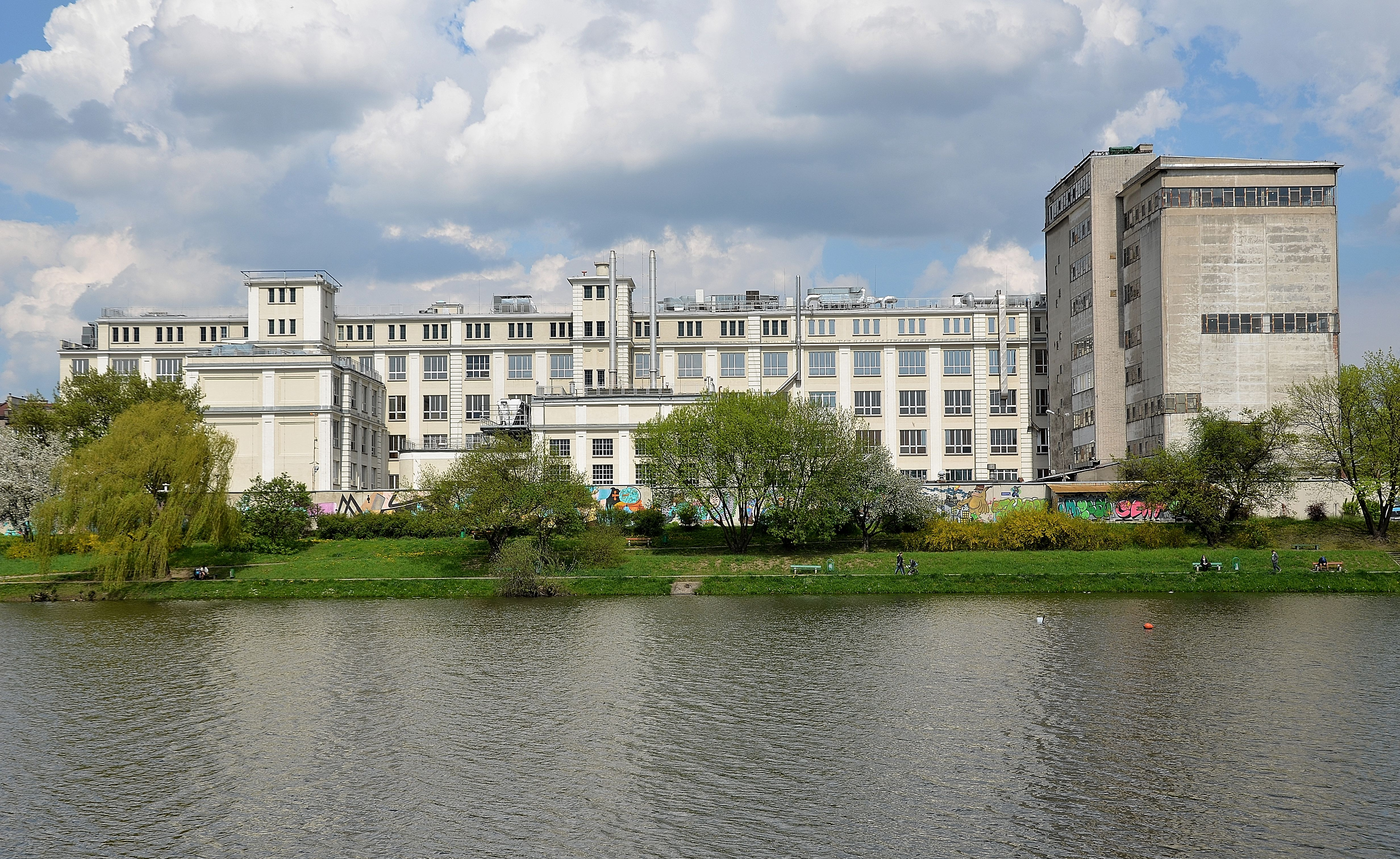
波兰华沙北普拉格區Kamionowski 河对岸的威德尔工厂

該公司由卡爾·恩斯特·威德尔（Karl Ernest Wedel，1813-1902）於1851年創立，其產品在中歐和東歐的大部分国家出名。 該公司的徽標来自卡爾·威德尔的簽名。 他的兒子埃米尔·阿尔伯特·弗雷德里克·威德尔（Emil Albert Fryderyk Wedel，1841-1919）在繼承和擴展父親的事業之前，于西歐的糖果和巧克力工廠當學徒。 他的後裔揚·威德尔（Jan Wedel，卒於1960年）是威德爾家族中最後一位擁有該公司的成員，被認為是戰前波蘭的“ Willy Wonka”。 1894年，公司將其主要工廠搬至华沙的斯皮特爾納街。 1934年，在大蕭條時期 ，揚·威德爾在布拉格開設了第二家工廠，這是波蘭第二共和國最現代化的工廠之一。 該公司也因其非常慷慨的社會福利政策而聞名。 作為歐洲第一家，它擁有自己的托兒所 ，幼兒園，醫院和自助餐廳，並通過無息住房貸款獎勵其最優秀的員工；它的典范受到波蘭社會黨的高度讚揚。 因此，在第二次世界大戰之前 ，威德爾成為一家成功的私人公司，在倫敦和巴黎設有店面。

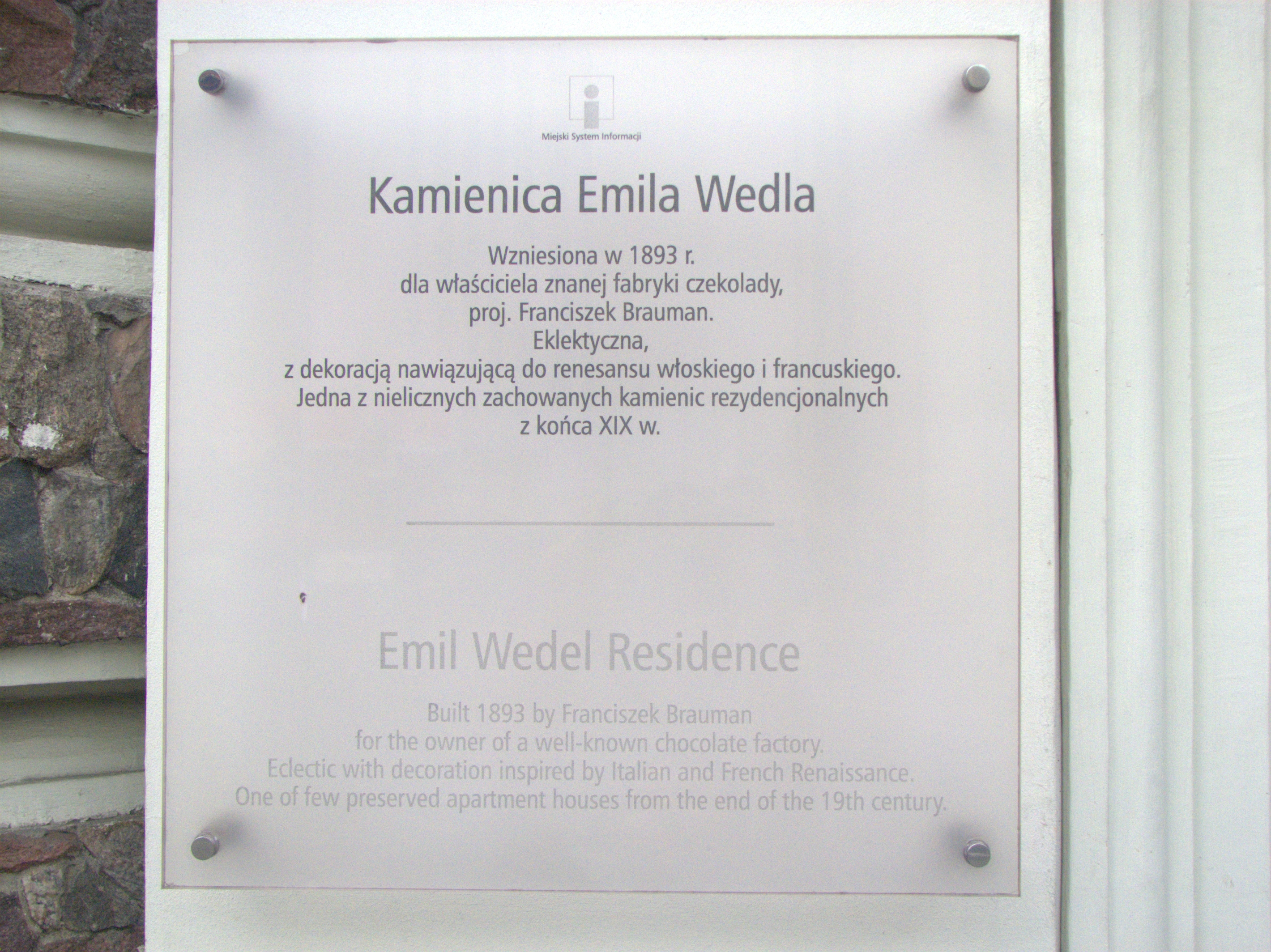
埃米尔·威德爾的宅第解說牌。

揚·威德爾制定了第二次世界大戰期間的營運計劃，並成功地讓該公司在戰爭的最初幾年繼續生產。公司也開始生產基本的民生食品，在華沙飢荒時甚至提供庫存的麵包發放給飢民，並提供地下教育的場所。 儘管威德尔家族拥有德國血統，但他们拒絕與納粹德國合作 ，拒绝在“人民名单”（Volksliste）中被归类为德意志人，導致他和員工遭受納粹益发严重的迫害。1944年8月華沙起義後，公司在華沙的建物遭到摧毀。戰爭結束後，威德爾迅速重建工廠，但不久公司即被共產黨政府將收歸國有。為了紀念波蘭共產黨的「獨立日」（發布PKWN宣言的日子 ），威德爾工廠更名為「22 Lipca」（即波蘭語「7月22日」之意）。揚和其他威德爾家族成員皆被逐出管理階層，並永遠禁止進出工廠。據說此後，揚每天都會坐在河的另一邊，悲傷地看著他以前的工廠，直至1960年去世。
但更名後的十餘年，產品出口狀況慘淡，共產黨只好保留原本的品牌名稱。因此，這段時期的產品同時標有新舊商標。 該公司在波蘭共產主義垮台後於1989年被重新私有化。1991年，它被百事公司收購，當時的銷售額約為5000萬至6000萬美元。 1995年銷售額超過2億美元。 約10％的產品出口，主要出口到英國、美國和加拿大。 華沙厂在1998年僱用了1,100名工人。

## 波蘭吉百利威德爾糖果公司

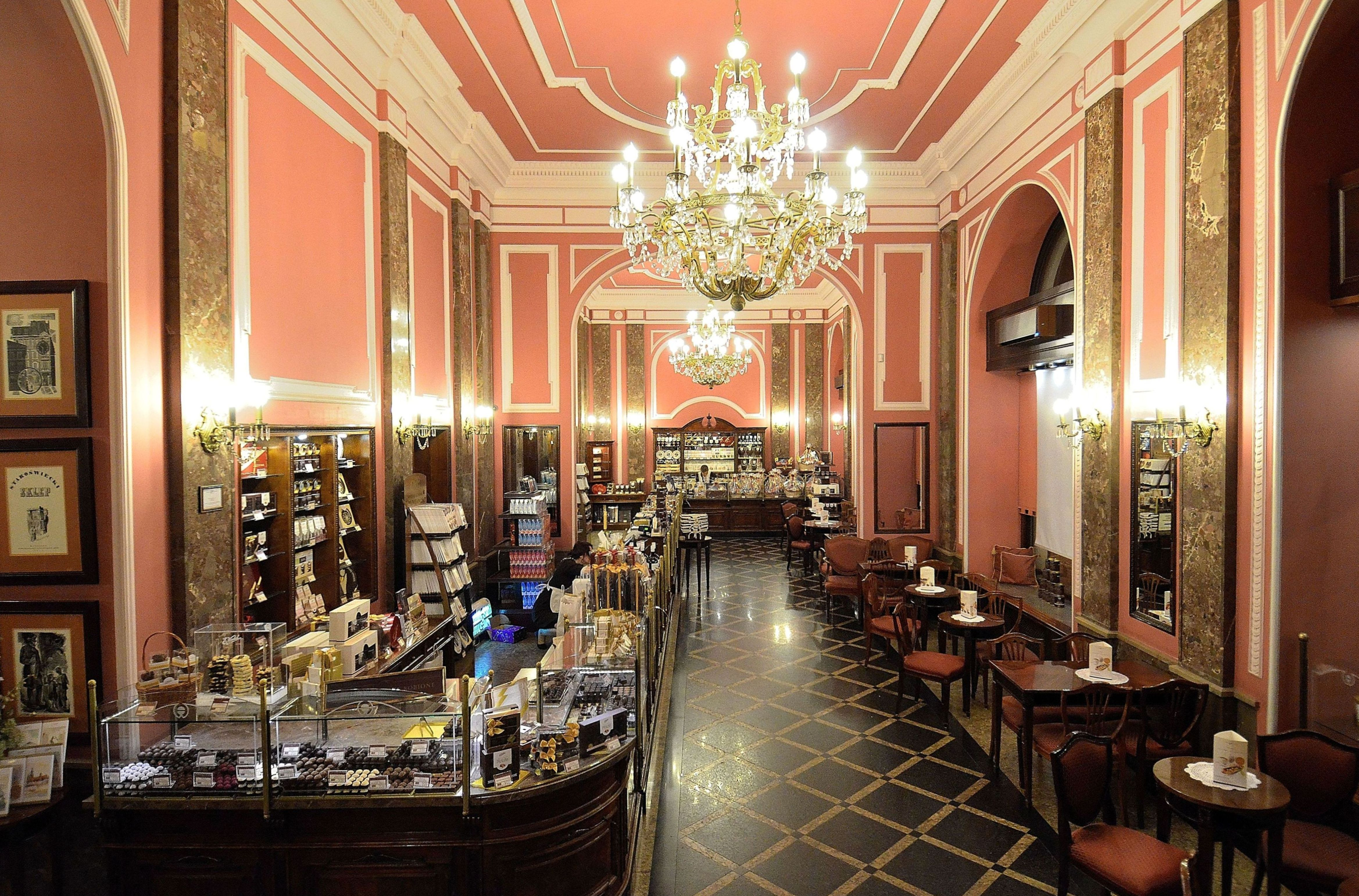
位於波兰华沙斯皮特尔纳街最原始的威德尔店面

1993年，吉百利公司在波蘭做了首次的投資，在比拉尼弗羅茨瓦夫斯基為自己的產品建造了一家巧克力工廠。1999年，吉百利以7650萬美元的價格從百事手中收購了威爾德公司和布拉格的工廠，公司改名波蘭吉百利威德爾糖果公司（Cadbury-Wedel Polska），布拉格工廠於2007年實施了現代化的改造，投資了新的實驗室和辦公空間，以及該商標旗艦產品棉花糖（波蘭語：Ptasie Mleczko）的新生產線，這是一種中心是棉花糖的巧克力糖果。
2007年，作為瓦烏布日赫經濟特區的一部分，吉百利威德爾波蘭糖果公司耗資1億英鎊在斯卡比米日建造口香糖工廠。 它目前為Trident、Stimorol、V6和好萊塢等品牌生產產品。 2009年，占地60英畝（0.24平方公里）的巧克力廠落成，並於2011年取代英國凱恩舍姆的薩默代爾工廠的生產線。 2008年，吉百利獲得波蘭資訊與境外投資局頒發的“波蘭最重要投資者”稱號。
近年來，該公司也另闢蹊徑，開設了一系列戰前風格的復刻巧克力店。

## 樂天經營時期
2010年3月， 卡夫食品公司收購了吉百利公司 。 但歐盟委員會要吉百利公司將威德爾拆分出售才能繼續進行收購，避免卡夫、吉百利、威德爾的合併會壟斷波蘭糖果市場。為了滿足這一需求，威德尔於2010年6月被出售給韓國的樂天集團，為該集團在歐洲的第一筆投資。該集團當時為世界第三大的口香糖製造商，並且是亞洲糖果市場的重要參與者。 卡夫食品保留了吉百利、Halls（薄荷糖品牌）等品牌的使用權，並持有斯卡比米日的兩間廠房，繼續生產吉百利產品。

## 熱門產品

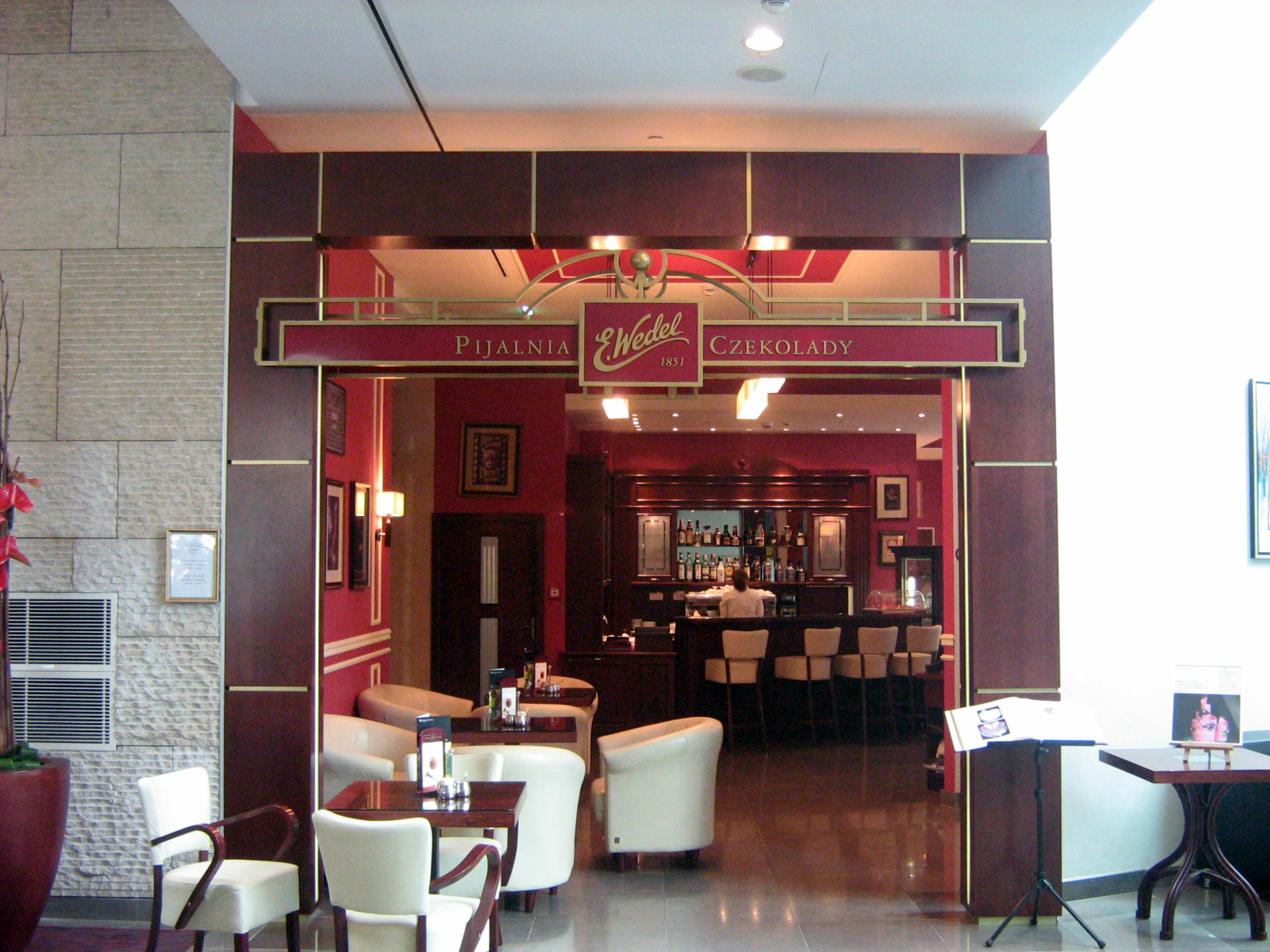
威德尔商店的巧克力喷泉以及洲際飯店里的咖啡店

- 鳥奶：一種巧克力覆蓋在棉花糖上的甜食
- Mieszanka Wedlowska（波蘭文）：各種巧克力混合後，覆蓋在糖果上
- Torcik Wedlowski（波蘭文）：大的圓形巧克力，上面覆蓋著薄的人工裝飾
- Pawełek（波蘭文）：巧克力棒，調味料中加入少量酒精

## 外部連結
- Christine Haughney, Poland's Sweet Comeback（页面存档备份，存于）, Washington Post, Sunday, December 26, 2004; Page P04
- Tiffany, Susan, Wedel meets the demands of a market-driven Poland（页面存档备份，存于）, Candy Industry, Wednesday, May 1, 1996
- （波兰語） Tadeusz Władysław Świątek, Fabryka Cukierków i Czekolady "E. Wedel"（页面存档备份，存于）, Jednota 15 06 2005